# Butheolus
Genre
Synonymes
- Nanobuthus Pocock, 1895

Butheolus est un genre de scorpions de la famille des Buthidae.

## Distribution
Les espèces de ce genre se rencontrent au Proche-Orient et en Afrique de l'Est.

## Liste des espèces
Selon The Scorpion Files (27/09/2020) :
- Butheolus andersoni (Pocock, 1895)
- Butheolus gallagheri Vachon, 1980
- Butheolus hallani Lourenço & Rossi, 2017
- Butheolus harrisoni Lowe, 2018
- Butheolus thalassinus Simon, 1882
- Butheolus villosus Hendrixson, 2006

## Publication originale
- Simon, 1882 : « Viaggio ad Assab nel Mar Rosso, dei signori G. Doria ed O.Beccari con il R.Avviso "Esploratore" dal 16. Novembre 1879 al 26. Febbraio 1880. II. Étude sur les Arachnides de l'Yemen méridional. » Annali del Museo Civico di Storia Naturale di Genova, vol. 18, p. 207-260 (texte intégral).